# Il museo africano
Il museo africano è un romanzo scritto da Giorgio Montefoschi e pubblicato nel 1976.

## Trama
Tre uomini e una donna viaggiano assieme attraverso gli Stati Uniti. I personaggi hanno un'ossessiva necessità di analizzare il senso della loro esperienza. Il tentativo è quello di dilatare il tempo viaggiando, esorcizzare e allontanare la morte attraverso la molteplicità della vita. Ma l'America del Nord viene sconvolta da una misteriosa catastrofe e i viaggiatori, i cui equilibri sono divenuti precari dopo un arrivo in una spettrale New York, fanno ritorno in Europa. I quattro si dividono; il narratore mantiene con uno di loro una corrispondenza in cui cercano di scoprire ancora il senso di quel viaggio, senza arrivare a una spiegazione. 

## Edizioni
- Giorgio Montefoschi, Il museo Africano, Rizzoli, Milano 1976.
- Giorgio Montefoschi, Il museo Africano, Mondadori, Milano 1997.
- Giorgio Montefoschi, Il museo Africano, La nave di Teseo, Milano 2019.